# 르베그 미분가능성 정리
르베그 미분가능성 정리(Lebesgue's differentiability theorem, -微分可能性定理)는 실해석학의 정리로, 단조함수의 미분가능성을 보장해 주는 매우 강력한 정리이다. 프랑스 수학자 앙리 르베그의 이름이 붙어 있다. 일반적으로 단조증가함수가 임의의 구간 상에서 많아야 가산 개의 불연속점을 갖는다는 것은 널리 알려져 있는데, 르베그 미분가능성 정리는 이 성질의 미분가능성에 관한 형태로 볼 수 있다.

## 공식화
르베그 미분가능성 정리는 다음과 같이 공식화할 수 있다.
- 실변수 함수 f:[a, b] → R이 단조증가한다고 하자. 그러면, f는 거의 모든 점에서 미분가능하다.

이 정리의 증명에는 비탈리의 보조정리를 이용하는 등 여러 방법이 있다. 또한 이 정리를 이용해서 푸비니의 미분 정리를 증명할 수 있다.

## 같이 보기
- 르베그 밀도 정리

## 참고 문헌
- 김성기, 계승혁, 《실해석》, 서울대학교출판부, 2002.